# Ганцера, Франк
Франк Ганцера (нем. Frank Ganzera; род. 8 сентября 1947, Дрезден, Советская зона оккупации Германии) — немецкий футболист, защитник.

## Биография
Ганцера сыграл в общей сложности 13 матчей за сборную Восточной Германии в период с 1969 по 1973 год. Под руководством главного тренера сборной Харальда Зигера он дебютировал 8 декабря 1969 года в товарищеском матче против Ирака в Багдаде, как и вышедший на замену Йоахим Штрайх. В составе национальной сборной Ганцера завоевал бронзовую медаль Олимпийских игр 1972 года.